# خيسوس كوينتيرو
خيسوس كوينتيرو (بالإسبانية: Jesús Quintero)‏ هو مقدم تلفزيوني وكاتب وصحفي إسباني، ولد في 18 أغسطس 1940 في سان خوان ديل بويرتو في إسبانيا.

## روابط خارجية
- خيسوس كوينتيرو على موقع IMDb (الإنجليزية)